# Gertrude Girard-Montet
Gertrude Girard-Montet, född 1913, död 1989, var en schweizisk feminist.
Hon spelade en framträdande roll i kampanjen för införandet av rösträtt för kvinnor i Schweiz, och var ordförande för Schweizerischer Verband für Frauenstimmrecht 1968-1977. 